# Roger Comte
Roger Comte est un peintre franc-comtois né à Belfort le 8 juillet 1913 et mort le 30 août 2006 à Montbéliard.
Jean Cocteau l'appelait le « prince en espadrilles ».
Le musicien Francis Décamps - fondateur du groupe Ange avec son frère Christian - lui a consacré un album intitulé Hommage à Roger Comte, paru en 1997 sous le label Musea.